# Втрати 65-ї окремої механізованої бригади
У статті описано обставини загибелі бійців 65-ї окремої механізованої бригади.

## Обставини втрат

### 2022
- 28 липня 2022 — Шитий Валерій, старший сержант. Загинув поблизу села Нестерянка Запорізької області.[1]
- 20 грудня 2022 — Іллюк Павло («Колодязь»), солдат, розвідник. Загинув під час виконання бойового завдання південніше населеного пункту Щербаки.[2]

### 2023
- 5 січня 2023 - Озімко Віталій, 48 років. Солдат. Загинув у н.п. Роботине Запорізької області[3].
- 8 березня 2023 — Митропольський Сергій Ігорович, старший солдат. Загинув під час виконання бойового завдання в районі с.Новоандріївка Запорізської області.

- 19 травня 2023 — Кулагін Сергій Іванович, старший сержант. Загинув в районі с. Червона Криниця Запорізької області, під час артилерійського обстрілу.[4]
- 30 червня 2023 — Підлісний Микола, 1986 р.н. Солдат, командир 1 інженерно-саперного взводу, 3 механізованого батальйону. Загинув поблизу населеного пункту Роботине Запорізької області під час виконання бойового завдання підірвавшись на протипіхотній міні[5].
- 3 липня 2023 — Максимів Володимир Григорович 1986 р.н., водій-механік ремонтно-відновлювального батальйону, був прикомандирований у штурмовий загін, де виконував штурмові дії поблизу н.п. Роботине Запорізької області. Героїчно загинув під час штурму в ближньому бою з ворогом.
- 6 серпня 2023 — Калюпін Володимир Сергійович, старший лейтенант.
- 19 вересня 2023 — Грицюшко Петро.[6]
- 6 серпня 2023 — Калюпін Володимир, 21 квітня 1991, м. Борщів.[7]
- 23 серпня 2023 — Солоданюк Олексій Юрійович, старший лейтенант.
- 27 жовтня 2023 — Дубчак Сергій, водій. Загинув у бою поблизу села Роботине.[8]
- 30 жовтня 2023 — Осташ Роман Степанович («Хав'єр»), головний сержант. 17 березня 1992, с. Воскресинці. Загинув на схід від населеного пункту Невське Луганської області.[9]
- 28 грудня 2023 — Головка Володимир, водій автомобільного взводу. Загинув в м. Оріхові Запорізької області.[10]

### 2024
- 8 січня 2024 — Супрунюк Вадим Іванович, солдат, гранатометник. Загинув біля населеного пункту Роботине Запорізької області.[11]
- 20 січня 2024 — Касіян Василь Васильович («Косой»), старший солдат. 25 квітня 1989, с. Гончарівка Приморського краю (РФ). Загинув біля населеного пункту Роботине Запорізької області.[12][13][14]
- 23 березня 2024 — Отінов Максим Леонідович («Тор»), молодший сержант.
- 17 липня 2024 — Попович Володимир, молодший сержант. 30 січня 1980, Перегінська громада. Помер у лікарні міста Запоріжжя.[15]
- 22 липня 2024 — Настасюк Юрій. 1 січня 1973, м. Яремче Івано-Франківської області.[16]
- 5 жовтня 2024 — Сало Ігор, офіцер. Загинув під час виконання бойового завдання поблизу Новоданилівки Запорізької області.[17]
- 22 грудня 2024 — Батаєв Олексій, молодший сержант, командир мінометного розрахунку. 19.01.1977 р.н. Загинув в с. Роботине Запорізької області.[18]

### 2025
- 31 січня 2025 — Тадлер Олександр. Помер в шпиталі в м. Запоріжжя[19].
- 8 липня 2025 — Федорчак Роман.  Ст. Лейтенант, командир роти. 24 березня 1994, Лисець. Загинув поблизу села Новоданилівка Пологівського району [20]